# Пагорбовий біг

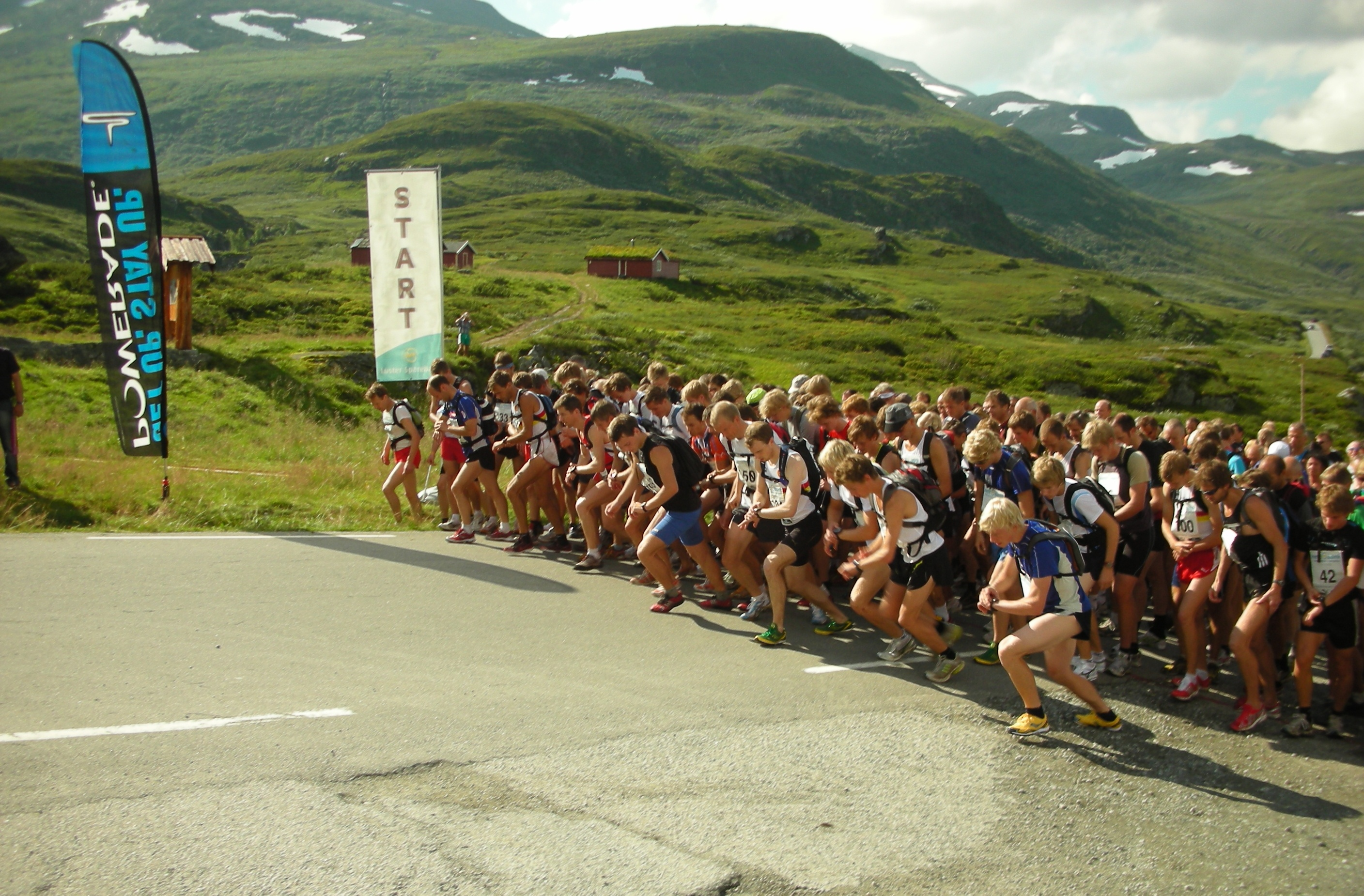
Старт чемпіонату з гірського бігу в Норвегії

Пагорбовий біг, також іноді відомий як біг по схилах, — це вид спорту, який охоплює біг і перегони бездоріжжям по гірській місцевості, де підйом на схил є значним складником складності. Назва походить від витоків англійського спорту на пагорбах північної Британії, особливо в Озерному краї. Він містить елементи бігу по трасі, кросу та гірського бігу, але також відрізняється від цих дисциплін.
Перегони на пагорбах організовуються за умови, що учасники володіють навичками орієнтування в горах і мають відповідне рятувальне спорядження, як це передбачено організатором.
Біг по схилах має спільні характеристики з бігом по пересіченій місцевості, але відрізняється крутішими схилами та гірською місцевістю. Іноді це вважається різновидом гірського бігу, але без більш гладких стежок і заздалегідь визначених маршрутів, які часто асоціюються з гірським бігом.

## Історія

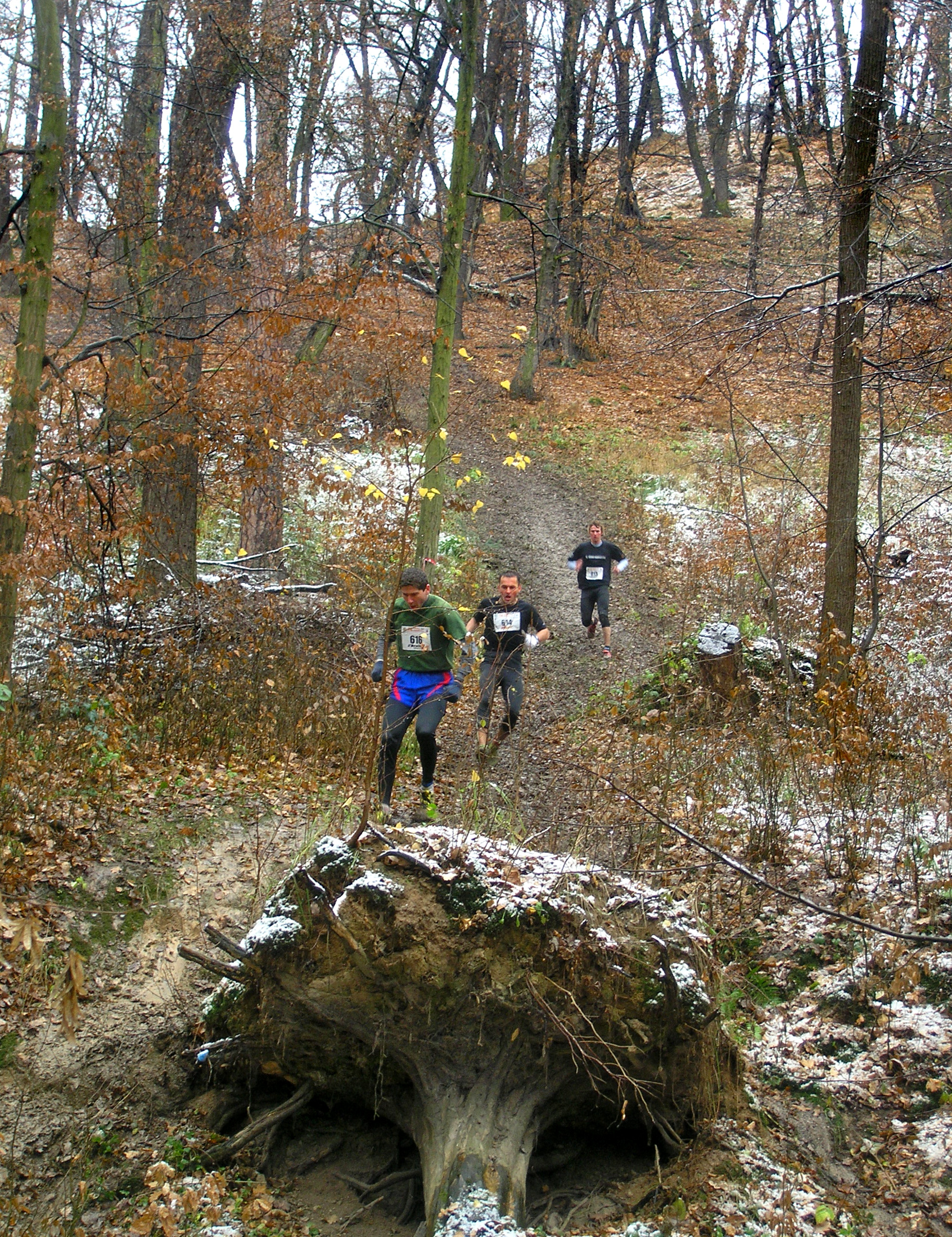
Змагання з бігу в гору в Празі

З 19 століття збереглися записи про перегони, що відбувалися як частина громадських ярмарків та ігор. Спорт був простою справою і базувався на цінностях кожної спільноти щодо фізичних здібностей. Перегони пагорбаим відбувалися разом з іншими видами спорту: боротьбою, спринтерськими гонками та (особливо в Шотландії) важкими змаганнями як метання молота. У спільноті пастухів і сільськогосподарських робітників порівняння швидкості та сили були цікавими для глядачів як джерело професійної гордості для змагань. Найвідоміша з цих подій в Англії, спортивна зустріч у Грасмірі в Озерному краї, з її Гонками Гідів, досі відбувається щороку в серпні.
У квітні 1970 року Асоціація бігунів пагорбами розпочала організацію дублювання календарів подій для аматорського спорту. Станом на 2013 рік він керує аматорським бігом в Англії разом з британською легкою атлетикою. Для кожної країни Сполученого Королівства існують окремі керівні органи, і кожна країна має свою власну традицію бігу, хоча цей вид спорту в основному однаковий. Найважливіші перегони року включають перегони Бена Невіса в Шотландії, які проводяться регулярно з 1937 року, і перегони Сноудон в Уельсі.

## Перетин з іншими видами спорту
Біг схилами іноді називають гірським бігом, як у назві Асоціації гірського бігу Північної Ірландії хоча термін гірський біг часто має відтінок перегонів WMRA, які, як правило, проводяться на більш гладких, сухих стежках і не мають вибору маршруту, який може бути доступним у fell running.
Траси для перегонів пагорбами часто довші, ніж траси для бігу по пересіченій місцевості, крутіші та немарковані на пагорбах (за кількома винятками). Біг з пагорбів також збігається з орієнтуванням. Курси зазвичай довші, але з меншим акцентом на навігації. Біг схилами інколи вимагає навичок навігації в гірському середовищі, особливо у визначенні та виборі маршрутів, а погана погода може збільшити потребу в навігації. Однак у більшості перегонів маршрут або послідовність контрольних точок публікується заздалегідь, і бігуни можуть розвідати трасу, щоб зменшити ризик втрати часу, визначаючи, куди бігти під час забігу.
Деякі види бігу можна класифікувати як трейл. Трейл-біг зазвичай відбувається на хороших стежках або доріжках, якими відносно легко слідувати, і не обов'язково передбачає значну кількість підйомів, які потрібні для бігу пагорбами.

## Скелі
Біг схилами не передбачає скелелазіння, і маршрути можуть бути змінені, якщо ґрунт неподалік стає нестабільним. Невелика кількість бігунів, які також є скелелазами, все ж намагаються встановити рекорди, долаючи хребти, які дозволяють бігати та включають скремблінг і скелелазіння. Найважливішим із них у Великій Британії є, ймовірно, траверс головного хребта Куїллін на Скай, Великий траверс, включаючи Блавен і класичний скельний раунд озер.

## Організації
Асоціація бігунів схилами (The Fell Runners Association) публікує календар із 400 до 500 змагань на рік. Додаткові перегони, менш розрекламовані, організовуються в регіонах Великобританії. Британська відкрита асоціація бігунів (BOFRA) публікує менший календар перегонів (зазвичай 15 чемпіонських перегонів та інші менші заходи, такі як гала-концерти чи шоу) — в основному похідні від перегонів професійних гідів — в Англії та Шотландії та організовує чемпіонати. У Шотландії всі відомі гірські перегони (як професійні, так і аматорські) занесені до щорічного календаря Scottish Hill Runners. В Уельсі Welsh Fell Runners Association надає подібні послуги. Заходи в Північній Ірландії організовує Асоціація гірського бігу Північної Ірландії. Знову ж таки, перегони проводяться за умови, що претендент володіє навичками навігації в горах і має відповідне спорядження для виживання. В Ірландії заходи організовує Ірландська асоціація гірського бігу.

## Чемпіонати
Перший Чемпіонат Британії з бігу схилами, який тоді називали «Fell Runner of the Year», відбувся в 1972 році, і підрахунок очок базувався на результатах усіх забігів пагорбами. У 1976 році це було змінено на перегони десяти найкращих бігунів категорії А, а в наступні роки відбулися подальші зміни формату. Починаючи з сезону 1986 року, також відбулася серія чемпіонатів Англії з бігу пагорбами, заснована на результатах різних перегонів різної тривалості протягом року.

## Взуття
Сучасні атлети використовують легкий, неводонепроникний матеріал для викиду води та торфу після проходження болотистої землі. У той час як підошва має бути гнучкою, щоб зачепити нерівну, слизьку поверхню, може бути забезпечений певний бічний захист від каменів і осипів (розсипних каменів). Гумові шпильки були в моді протягом двох десятиліть, а їм передували гофровані підошви, шипи та «човники» на пласкій підошві п'ятдесятих.